# Parco Grifeo

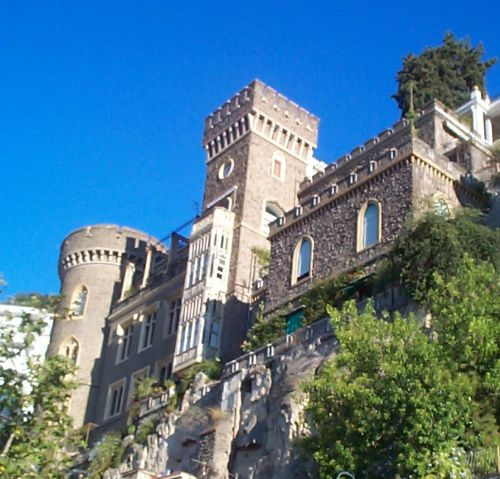
Il castello Aselmeyer: una delle strutture del complesso.

Il parco Grifeo è un complesso residenziale di Napoli sorto alla fine del XIX secolo  che s'inerpica con terrazzamenti sulla collina del Vomero, alla base della Villa Floridiana. Il parco è servito da un'arteria che lo percorre in tutta la sua lunghezza, chiamata via del Parco Grifeo.

## Storia
Il parco nasce tra fine del XIX secolo e gli inizi del XX secolo con ingresso sul corso Vittorio Emanuele, i suoli destinati alle edificazioni appartennero alla potente famiglia siciliana dei Grifeo di Partanna, da cui deriva il nome; parte dei terreni furono acquistati da Giacomo Enrico Young, il cui figlio Lamont fu autore delle prime edificazioni, prevalentemente eclettiche, come il castello Aselmeyer e alcuni villini che sorgono alla fine della via, progettati da altrettanti architetti e ingegneri partenopei come Giuseppe Mannajuolo e Gioacchino Luigi Mellucci. Lo sviluppo del complesso risale in epoca fascista quando la collina del Vomero viene massicciamente edificata; i principali edifici che testimoniano gli interventi fascisti sono il palazzo all'ingresso sulla destra che occupa l'angolo con il corso Vittorio Emanuele e l'ultimo palazzo del parco (in testa al castello Aselmeyer). Entrambi i palazzi sono in calcestruzzo armato, ma l'ultimo presenta elementi della struttura in calcestruzzo prefabbricato smaltato in finto marmo nero. Nel dopoguerra con il boom edilizio avvengono alcune sostituzioni di villini eclettici. I moderni fabbricati sorgono tutti su terrazzamenti contigui al castello, appena entrati si nota un edificio che sfrutta la pendenza del suolo, l'edificio decina progettato negli anni cinquanta dal partenopeo Michele Capobianco coadiuvato da Giulio De Luca.